# صدراعظم آلمان
صدراعظم آلمان، با عنوان رسمی صدراعظم فدرال جمهوری فدرال آلمان (به آلمانی: Bundeskanzler der Bundesrepublik Deutschland)، رئیس دولت و فرمانده کل نیروهای مسلح آلمان در زمان جنگ است. صدراعظم آلمان ریاست اجرایی کابینه فدرال و ریاست قوه مجریه را بر عهده دارد. صدراعظم به پیشنهاد رئیس‌جمهور و بدون بحث و گفتگو توسط بوندستاگ انتخاب می‌شود (ماده ۶۳ قانون اساسی آلمان).
در سیاست آلمان، صدراعظم معادل نخست‌وزیر در بسیاری از کشورهای دیگر است. معادل مستقیم کلمه نخست‌وزیر به آلمانی (Ministerpräsident) در آلمان برای اشاره به مسئولان دولت‌های ایالات آلمان بکار می‌رود.
صدراعظم کنونی آلمان فریدریش مرتس است که حزب او در انتخابات فدرال آلمان (۲۰۲۵) به پیروزی رسید و با رای پارلمان از ۶ مه ۲۰۲۵ به عنوان صدراعظم آلمان فعالیت می‌کند.

## تاریخچه
مقام صدراعظم تاریخی طولانی دارد و ایجاد آن به امپراتوری مقدس روم بازمی‌گردد. این عنوان در آن زمان در بخش‌های مختلفی از اروپای آلمانی زبان استفاده می‌شد. مقام کنونی با کنفدراسیون آلمان شمالی ایجاد شد که در آن اتو فن بیسمارک به مقام صدراعظمی رسید. پس از وحدت آلمان در ۱۸۷۱، این مقام در آلمان با نام رایشکانتزلر (ترجمه مستقیم: صدراعظم شاهنشاهی) شناخته شد. گرچه نام انگلیسی آن همچنان همان صدراعظم ماند، ولی نام رسمی آلمانی آن بعداً به بوندزکانتزلر (ترجمه مستقیم: صدراعظم فدرال) تغییر کرد.
در دوران‌های مختلف نقش صدراعظم متفاوت بوده است. از ۱۸۷۱ تا ۱۹۱۸ صدراعظم تنها به امپراتور پاسخگو بود. با انقلاب آلمان در ۱۹۱۸، پارلمان اختیار برکناری صدراعظم را کسب کرد. بر اساس قانون اساسی وایمار سال ۱۹۱۹، صدراعظم توسط رئیس‌جمهور منصوب می‌شد و در برابر پارلمان پاسخگو بود. اما پس از مرگ رئیس‌جمهور پاول فن هیندنبورگ قانون اساسی وایمار عملاً در دوران نازی کنار گذاشته شد. در قانون اساسی ۱۹۴۹ اختیارات بیشتری به صدراعظم داده شد و رئیس‌جمهور تقریباً به مقامی تشریفاتی تبدیل شد.

## صدراعظم کنفدراسیون آلمان شمالی (۱۸۶۷ تا ۱۸۷۱)
رئیس دولت فدرال کنفدراسیون آلمان شمالی که در اول ژوئیه ۱۸۶۷ ایجاد شد، صدراعظم فدرال نامیده می‌شد. تنها فردی که در این مقام فعالیت کرد اتو فن بیسمارک، نخست‌وزیر پروس بود.
پادشاه پروس به عنوان امپراتور آلمان در ۱۸ ژوئیه ۱۸۷۱ در کاخ ورسای تاج‌گذاری کرد. با این حال کنفدراسیون آلمان شمالی تا به اجرا گذاشته شدن قانون اساسی ۱۸۷۱ در شانزدهم آوریل پابرجا ماند. به همین دلیل بیسمارک تا آن موقع صدراعظم کنفدراسیون باقی‌ماند.
صدراعظم توسط پادشاه پروس به عنوان رهبر کنفدراسیون آلمان شمالی منصوب شده بود. نقش و قدرت‌های او بسیار شبیه به نقش و قدرت صدراعظم آلمان از سال ۱۸۷۱ بود.

## صدراعظم امپراتوری آلمان (۱۸۷۱ تا ۱۹۱۸)
در امپراتوری آلمان در ۱۸۷۱، صدراعظم هم به عنوان نخست‌وزیر امپراتور فعالیت می‌کرد و هم به عنوان رئیس شورای فدرال که بخش بالاتر پارلمان آلمان بود. در آن زمان صدراعظم نه توسط پارلمان انتخاب می‌شد و نه در برابر آن مسئول بود، بلکه از سوی امپراتور منصوب می‌شد و تنها به او پاسخ‌گو بود.
دولت فدرال شامل این بخش‌ها بود:
- یک شورای فدرال (بوندس‌رات)
- یک پارلمان (رایشس‌تاگ)
- یک هیئت اجرایی ابتدایی، که توسط نخست‌وزیر پروس، اتو فن بیسمارک تحت عنوان صدراعظم فدرال رهبری می‌شد.

قانون اساسی آلمان در ۲۹ اکتبر ۱۹۱۸ اصلاح شد به طوری که پارلمان اختیار عزل صدراعظم را پیدا کرد. با این حال، این کار نتوانست از انقلاب در چند روز بعد از آن جلوگیری کند.

## دوران انقلاب (۱۹۱۸ تا ۱۹۱۹)
در نهم نوامبر ۱۹۱۸، صدراعظم ماکس فن بادن مقامش را به فردریش ابرت تحویل داد. ابرت به خدمت به عنوان رئیس حکومت در دوران ۳ ماهه بین پایان امپراتوری آلمان و تشکیل مجلس ملی ادامه داد ولی از عنوان صدراعظم استفاده نکرد.

## صدراعظم جمهوری وایمار (۱۹۱۹ تا ۱۹۳۳)
مقام صدراعظم در زمان جمهوری وایمار ادامه پیدا کرد. در آن زمان صدراعظم توسط رئیس‌جمهور منصوب می‌شد و در برابر رایشس‌تاگ مسئول بود. در جمهوری وایمار صدراعظم مانند همتای فرانسوی‌اش، به نسبت مقام ضعیفی بود و تصمیمات کابینه دولت بر اساس رأی اکثریت گرفته می‌شد.

## صدراعظم رایش سوم (۱۹۳۳ تا ۱۹۴۵)

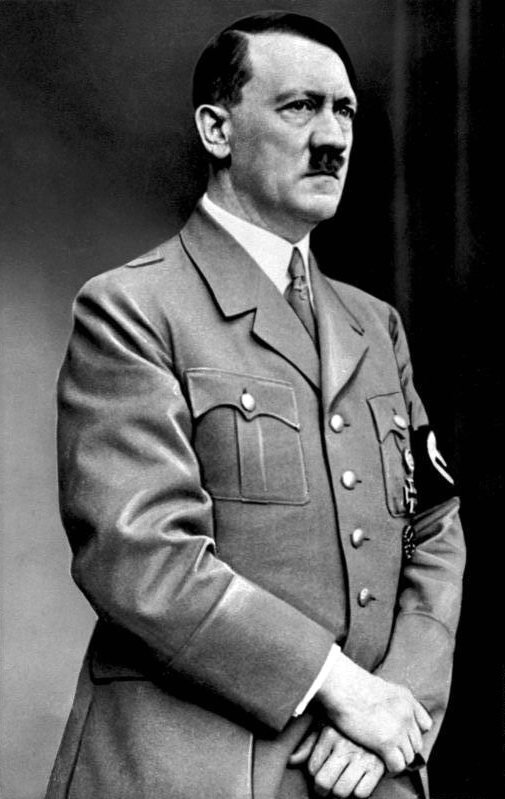
آدولف هیتلر در ژانویه ۱۹۳۳ صدراعظم آلمان شد.

آدولف هیتلر در ژانویه ۱۹۳۳ صدراعظم آلمان شد. هیتلر از همان آغاز شروع به کسب قدرت بیشتر و تغییر ماهیت صدراعظم کرد. تنها پس از ۲ ماه از به قدرت رسیدن هیتلر و پس از آتش‌سوزی در ساختمان رایشس‌تاگ، قانون اختیاردهی تصویب شد که به صدراعظم اختیارات کامل قانون‌گذاری برای یک مدت ۴ ساله می‌داد. بر این اساس، صدراعظم می‌توانست هر قانونی را بدون در جریان قرار دادن پارلمان تصویب کند. قدرت صدراعظم همچنان در حال افزایش بود تا اینکه رئیس‌جمهور پاول فن هیندنبورگ از دنیا رفت. هیتلر از قانون اختیاردهی استفاده کرد تا مقام ریاست‌جمهوری را با مقام صدراعظم ادغام کند و مقام جدیدی به نام فورِر(به آلمانی: Führer) یا پیشوا ایجاد کند. با آن‌که مقام‌ها در هم ادغام شده بودند، همچنان هیتلر را «صدراعظم و پیشوا» (به آلمانی: Führer und Reichskanzler) می‌خواندند، که نشان می‌داد مقام‌های رهبر کشور و رئیس دولت همچنان دو مقام جدا در دست یک نفر هستند. این جدا بودن زمانی مشخص‌تر شد که در آوریل ۱۹۴۵ هیتلر اعلام کرد پس از مرگش مقام پیشوا از بین خواهد رفت و دوباره یک رئیس‌جمهور و یک صدراعظم جداگانه وجود خواهد داشت. در ۳۰ آوریل ۱۹۴۵ هیتلر خودکشی کرد و به مدت کوتاهی یوزف گوبلز آن گونه که در وصیت‌نامهٔ هیتلر خواسته شده بود، جانشین او به عنوان صدراعظم شد. پس از مدت کوتاهی گوبلز نیز خودکشی کرد و قدرت به دریاسالار کارل دونیتس به عنوان رئیس‌جمهور آلمان رسید. دونیتس در مقابل لوتز گراف شورین فن کروسیک را به ریاست دولت آلمان منصوب کرد. دونیتس و شورین دربارهٔ تسلیم شدن با متفقین مذاکره کردند.

## صدراعظم جمهوری فدرال آلمان (از ۱۹۴۹)
قانون اساسی ۱۹۴۹ آلمان، به صدراعظم قدرت تعیین سیاست‌های دولتی می‌دهد. به همین دلیل برخی ناظران آلمان را «دموکراسی صدراعظمی»(به انگلیسی: chancellor democracy) می‌نامند. دولت فدرال (به آلمانی: Bundesregierung) شامل صدراعظم و اعضای کابینه‌اش می‌شود.

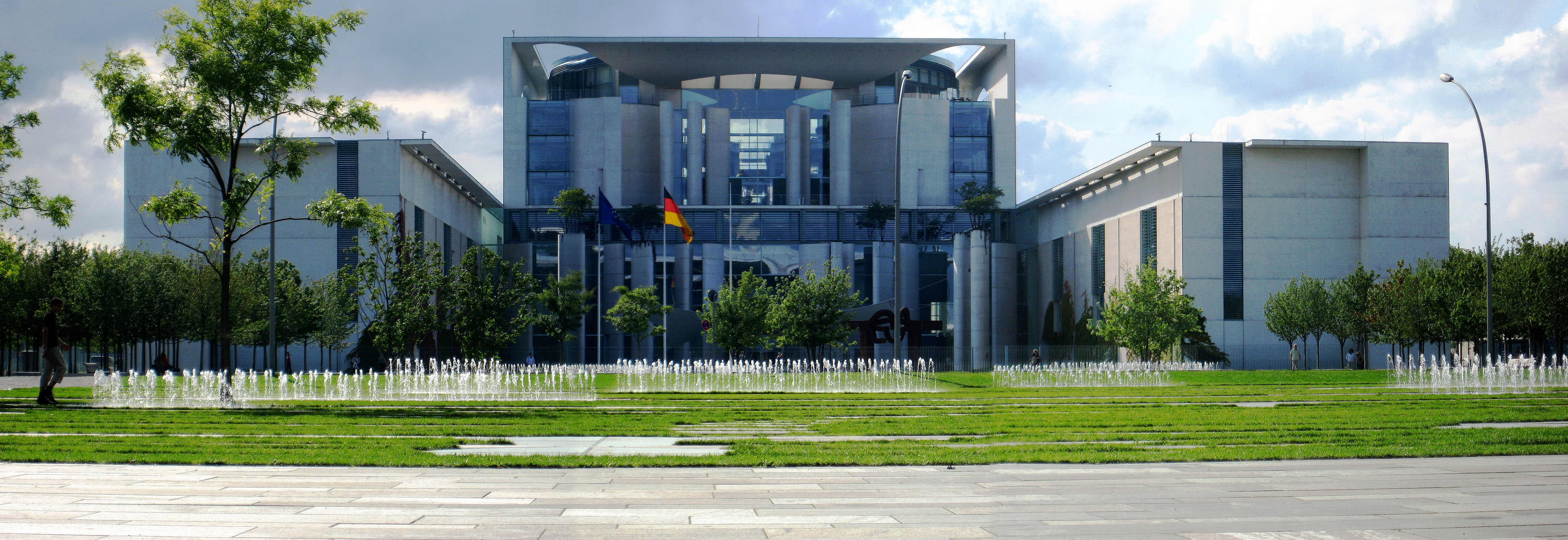
دفتر صدراعظم در برلین

قدرت صدراعظم از مواد قانون اساسی سرچشمه می‌گیرد و در عمل از موقعیتش در رهبری حزبی که بیشترین تعداد کرسی را در پارلمان داشته باشد. به استثنای هلموت اشمیت، صدراعظم معمولاً رئیس حزب خود نیز هست. البته در مورد گرهارد شرودر در سال ۱۹۹۹ هم چنین بود تا اینکه در سال ۲۰۰۴ از رهبری حزبش استعفا داد.
چنانچه صدراعظم آلمان، مرد باشد، به‌طور رسمی "Herr Bundeskanzler" (هِر بوندِس‌کانتسلِر) خوانده می‌شود. نام صدراعظم زن (فعلاً فقط آنگلا مرکل) به‌طور رسمی "Frau Bundeskanzlerin" (فِراوْ بوندِس‌کانتسلِرین) است.